# Katarsis
Katarsis — литовская рок-группа, участниками которой являются вокалист Лукас Радзявичюс, гитарист Аланас Брасас, басистка Эмилия Кандратавичюте и барабанщик Йокубас Андрюлис. Представители Литвы на конкурсе песни «Евровидение-2025» с песней «Tavo akys», заняли 16-е место в финале.

## История группы
Группа была основана в 2020 году и стала известна благодаря хиту «Vasarą galvoj minoras», выпущенному в 2020 году. Песня постепенно поднималась в литовском хит-параде Singlų Top 100, пока не достигла десятки чарта в феврале 2022 года. «Vasarą galvoj minoras» находилась более полугода в национальном топ-40 и получила золотой сертификат AGATA за более 2,5 млн стримов в Литве.
Дебютный для Katarsis мини-альбом Dausos, состоящий из пяти треков и содержащий фольклорные элементы, был выпущен в мае 2024 года и презентован на концерте в Вильнюсе.
В декабре 2024 года Katarsis с песней «Tavo akys» появились в опубликованном LRT списке 45 участников Eurovizija.LT 2025, литовского национального отбора на песенный конкурс «Евровидение». Они попали в финал со вторым результатом в телеголосовании во всех полуфиналах после Black Biceps с «Visaip man reik» и сразу стали фаворитами публики, дебютировав на 6-м месте национального хит-парада. В финале отбора, состоявшемся 15 февраля 2025 года, группа стала одним из трёх участников с наибольшим количеством голосов, полученных от жюри и телезрителей: таким образом они попали в суперфинал, где телеголосование определило их победителями и представителями Литвы на конкурсе «Евровидение-2025» в швейцарском Базеле. «Tavo akys» стала самой популярной песней недели в Литве, заняв первое место в Singlų Top 100.

## Дискография

### Мини-альбом
| Название | Детали                                                                                                 |
| -------- | --- |
| Dausos   | - Выпущен: 24 мая 2024 года - Лейбл: независимый релиз - Форматы: винил, цифровое скачивание, стриминг |

### Синглы
| «Niekas»                                                                                   | 2020 | — | Неальбомные синглы |
| «Vasarą galvoj minoras»                                                                    | 2020 | 4 | Неальбомные синглы |
| «Rasa»                                                                                     | 2022 | — | Неальбомные синглы |
| «Des»                                                                                      | 2022 | — | Неальбомные синглы |
| «Ėda»                                                                                      | 2023 | — | Неальбомные синглы |
| «Būsi»                                                                                     | 2023 | — | Неальбомные синглы |
| «Praradau tave»                                                                            | 2023 | — | Неальбомные синглы |
| «Pamiršau žiūrėt į paukščius»                                                              | 2024 | — | Dausos             |
| «Dingo»                                                                                    | 2024 | — | Неальбомные синглы |
| «Tavo akys»                                                                                | 2025 | 1 | Неальбомные синглы |
| «—» обозначает запись, которая не вошла в чарты или не была выпущена на данной территории. |      |   |                    |